# آندژی کراشیتسکی
آندژی کراشیتسکی (لهستانی: Andrzej Krasicki؛ ‏ ۳۱ ژانویهٔ ۱۹۱۸ – ۱۵ ژانویهٔ ۱۹۹۶) بازیگر اهل لهستان بود.
از فیلم‌ها یا برنامه‌های تلویزیونی که وی در آن نقش داشته‌است، می‌توان به سرنوشت‌های لهستانی، چگونه جنگ جهانی دوم را آغاز کردم، شوالیه‌های تتونیک، به‌دور از جاده، یانوشیک، مرگ یک رئیس‌جمهور، سیل، نامت را به‌خاطر بسپار، ترانه عاشقانه‌ای برای یانوشِک، چهل‌ساله، از دوشنبه‌ها بیزارم، رمز انیگما، صفر-هفت، به‌گوشم، روزها و شب‌ها، قماری بالاتر از زندگی، مسافر، چهار تانکچی و یک سگ و بدشانسی اشاره کرد.
وی همچنین برندهٔ جوایزی همچون نشان سی‌مین سالگرد خلق لهستان، نشان چهلمین سالگرد خلق لهستان، و نشان دهمین سالگرد خلق لهستان شده‌است.